# Idotea fewkesi
Idotea fewkesi là một loài chân đều trong họ Idoteidae. Loài này được Richardson miêu tả khoa học năm 1905.